# Kyrinion
Kyrinion — вимерлий рід бафетидних тетраподоморфів з пізнього карбону Англії. Відомий з черепа, знайденого в графстві Тайн і Вір, що відносять до вестфальського періоду. Разом із черепом є частина нижньої щелепи, дуга атланта (хребець, який з’єднується з черепом) і ребро, яке, можливо, належить до шийного хребця. Типовий вид K. martilli був названий на основі цього матеріалу в 2003 році.

## Класифікація
Кириніон належить до родини Baphetidae, групи великих водних тетраподоморфів, які чимось нагадують саламандр. Серед бафетид кириніон найбільш близький до локсоми та мегалоцефала. У 2009 році всі три роди були поміщені в новостворену підродину Loxommatinae.